# مور کریچل
مور کریچل (به انگلیسی: Moor Crichel) یک روستا در بریتانیا است که در Crichel واقع شده‌است. مور کریچل ۱۴۰ نفر جمعیت دارد.